# Абдуллаєв Абдулла Шахюсіфович
Абдулла Шахюсіфович Абдуллаєв (нар. 12 лютого 2002, Одеса, Україна) — український футболіст турецького походження, вінгер.

## Клубна кар'єра
Абдулла Абдуллаєв народився в Одесі. Розпочав займатися футболом у місцевому «Чорноморці», перший тренер — Андрій Миколайович Лазовський. Згодом перейшов у структуру «Шахтаря» (Донецьк), за який провів у чемпіонатах ДЮФЛУ 93 матчі і забив 59 голів. Після цього виступав за юнацьку U-19 та молодіжну U-21 команди «Шахтаря», провів 22 матчі, у яких відзначився 22 голами. У сезоні 2019/20 став найкращим бомбардиром юнацького чемпіонату України, забивши в 15-ти матчах 21 гол, чим встановив бомбардирський рекорд ліги, який 2024 року побив Матвій Пономаренко. У тому ж сезоні брав участь з командою в Юнацькій лізі УЄФА, де провів 5 ігор і забив м'яч у матчі проти однолітків з «Аталанти» (2:2), але «гірники» не вийшли з групи. У липні 2021 року він покинув «помаранчево-чорних» і до кінця року залишався без команди.
У січні 2022 року став гравцем «Зорі» (Луганськ), уклавши угоду до грудня 2025 року, але в офіційних матчах за луганців не грав.
На початку 2023 року пройшов зимові збори із клубом «Металіст 1925» і у лютому підписав з харків'янами контракт на 2,5 роки. 27 лютого 2023 року дебютував на дорослому рівні у матчі Прем'єр-ліги проти «Олександрії» (3:3), вийшовши на заміну на 80 хвилині замість Беки Вачіберадзе. Загалом провів за клуб 9 ігор у чемпіонаті та два поєдинки у національному кубку. У лютому 2024 року достроково покинув клуб.

## Виступи за збірну
Викликався до збірної України U-17, за яку в 2019 році провів два матчі та забив один гол.